# Мољано Венето
Мољано Венето (итал. Mogliano Veneto) је насеље у Италији у округу Тревизо, региону Венето.
Према процени из 2011. у насељу је живело 21991 становника. Насеље се налази на надморској висини од 5 м.

## Становништво
Према резултатима пописа становништва 2011. у општини је живело 27.608 становника.
| 1951.  | 1961.  | 1971.  | 1981.  | 1991.  | 2001.  | 2011.  |
| ------ | ------ | ------ | ------ | ------ | ------ | ------ |
| 15.852 | 17.410 | 20.636 | 23.575 | 25.420 | 26.322 | 27.608 |

## Партнерски градови
- Ricadi, Мољано, Мостар, Лизје